# Bassaricyon medius
Olingo đất thấp phương Tây (tên khoa học Bassaricyon medius) là một loài olingo từ Trung và Nam Mỹ, nơi nó được biết đến từ Panama và từ Colombia và Ecuador ở phía tây dãy Andes.

## Mô tả
Olingo đất thấp phương Tây nhỏ hơn gấu đuôi bờm, nhưng lớn hơn thành viên sống trên núi nhiều nhất của chi, mèo gấu được mô tả gần đây ("olingo nhỏ"). Trong khi phân loài Panama B. m. orinomus có cùng kích thước với olingo đất thấp phương Đông, phân loài từ phía tây của dãy Andes, B. m. medius nhỏ hơn. Bộ lông sáng hơn một chút so với các loài phía đông.
Nó có chiều dài đầu từ 31 đến 41 cm, với chiều dài đuôi là 35 đến 52 cm. Nó nặng, từ 9 đến 1,2 kg.

## Phân loại
Có hai phân loài của olingo đất thấp phương Tây: loài được đề cử B. m. medius (Colombia và Ecuador) và B. m. orinomus (Panama và có thể cả Colombia). Họ hàng gần nhất của olingo đất thấp phương Tây là loài olingo đất thấp kia, B. alleni, được tìm thấy ở phía đông dãy Andes, từ đó nó tách ra khoảng 1,3 triệu năm trước.